# Stanisław Szarek
Stanisław Szarek (ur. 12 maja 1849 w Kwaczale, zm. 1938 w Krakowie) – nauczyciel i pierwszy dyrektor Szkoły Podstawowej nr 39 w Krakowie-Dąbiu (obecnie Gimnazjum nr 7 im. Bartosza Głowackiego w Krakowie), radny gminy Dąbie, organizator kursów ogrodniczych dla nauczycieli i uczniów.
Ojciec radnego Miasta Krakowa inż. Bolesława Szarka.

## Życiorys

### Wczesne lata i okres pracy w Raciborowicach
Stanisław Szarek urodził się w rodzinie chłopskiej. Ukończył Gimnazjum św. Jacka w Krakowie. Następnie zdał tzw. Dużą Maturę. Pracę nauczyciela rozpoczął w rodzinnej Kwaczale (mianowany zastępcą tamtejszego nauczyciela w dniu 21 kwietnia 1874 r.).
Następnie podjął pracę w Raciborowicach (istniejąca do dziś placówka – obecnie Zespół Szkół w Raciborowicach), dokąd został skierowany decyzją c.k. Rady szkolnej okręgowej w Krakowie z dnia 4 sierpnia 1876 r. (nr rozporządzenia 2732). Od roku 1876 do 1892 pełnił w Raciborowicach funkcję dyrektora. Tam też urodził się jego syn – Bolesław Szarek (inżynier i późniejszy radny Miasta Krakowa). Pobyt w Raciborowicach był dla dyrektora okresem wytężonej pracy, którą przypłacił zapaleniem płuc. Szkoła była wówczas zamknięta od 23 marca aż do końca sierpnia 1877 roku. Mimo to już w październiku nauczyciel przystąpił do organizowania ogrodu szkolnego. Sadownictwo i ogrodnictwo miało się stać jedną z jego życiowych pasji, które starał się zaszczepiać nie tylko uczniom, ale również nauczycielom.
W 1884 roku na płonicę zachorowała jego córka Antonina. Dziewczynka zmarła w Wigilię tego samego roku, a wkrótce potem rozchorowały się jej młodsze siostry Emilia i Wanda. Przedłużająca się choroba dziewczynek i groźne powikłania, będące jej następstwem, doprowadziły do zamknięcia szkoły w Raciborowicach aż do 3 marca 1885 r. Ponieważ mieszkanie nauczyciela i jego rodziny mieściło się w budynku szkolnym, zarządzono jego dezynfekcję. Zapiski z tamtego okresu zachowały się w Kronice Szkolnej:
W dniu 24 grudnia 1884 r. rozstała się z tym światem o godzinie 10 wieczór Tosia Szarek córka nauczyciela Stanisława Szarka, w 10 wiośnie swego życia, uczennica szkoły sześcioklasowej u św. Tomasza w Krakowie. Przyczyną śmierci była płonica, którą śp. Tosia zaziębiła jeszcze w Krakowie, skutkiem czego nastąpiła puchlina i zapalenie nerek. Przytomność miała do ostatniej chwili tak, że łamiąc się opłatkiem z ojcem życzyła mu zdrowia, długiego życia i doczekania się z niej i reszty rodzeństwa pociechy. Na kwadrans przed zgonem śpiewała jeszcze kolędy i wybierała się koniecznie na pasterkę. Zaledwie ona swe powieki zamknęła rozłożyła się na tę samą chorobę Wanda licząca lat 7, siostra zmarłej. W dniu 4 stycznia rozchorowała się znowu Emilia licząca lat 8 także na płonicę. Z powodu zatem groźnie występującej epidemii płonicy w budynku szkolnym zarządziła c.k. Starostwo ze względów zdrowotnych na wniosek c.k. lekarza powiatowego p. Ponikły (?) zamknięcie tutejszej szkoły aż do chwili zupełnego wyzdrowienia chorych (rozp. z dnia 5/1 1885 r. l. 329 c.k. starostwa). Choroba przeciągła się aż do 20 marca br. bowiem Wanda dostała (słowo nieczyt.), zaś Milcia zapalenia nerek, a potem zapalenia płuc. Rozp. c.k. Starostwa z dnia 18/2 1885 r. L. 2903 została szkoła otwartą po wybieleniu całego budynku szkolnego w dniu 3 marca 1885 r.
Z okresu pracy Stanisława Szarka jako dyrektora Szkoły Powszechnej w Raciborowicach znana jest również anegdota o uczestnictwie nauczyciela i jego uczniów w uroczystościach na cześć arcyksięcia Rudolfa, jakie odbyły się w Galicji w 1887 roku z okazji przyjazdu następcy tronu do Krakowa.
W br. zakończono wcześniej rok szkolny z polecenia c.k. Rady szkolnej okręgowej, a to z przyczyny przybycia Najdostojniejszej Pary Następcy tronu Arcyksięcia Rudolfa z najdostojniejszą swą małżonką Stefanią do Krakowa w dniu 29 czerwca, gdzie przez 3 dni bawili. W uroczystym przyjęciu Najdostojniejszych gości wzięła udział młodzież szkół w sąsiedztwie Krakowa i wokół położonych a pomiędzy tymi i młodzież szkoły raciborowickiej oraz parafianie tutejszej parafii. Młodzież na czele z panem Stanisławem Szarkiem miejscowym nauczycielem, a parafianie na czele z ks. Walentym Jasicą wikariuszem miejscowym ze sztandarami, świątecznie ubrani udali się na kilku wozach dla powitania Najdostojniejszej Pary pod Kraków na wały kolejowe, gdzie się ustawili przy przejeździe z Zielonek do Krowodrzy. Na paręset kroków od orszaku pociąg zwolnił i przejeżdżał bardzo powoli około ustawionej długim szeregiem wzdłuż drogi kolejowej młodzieży szkolnej kilkunastu szkół i parafian sąsiednich. W przejeździe Najdostojniejsza para Arcyksiążęca za oddawane jej hołdy dziękowała i wzajemnie się niezliczone razy kłaniała. Na prawym skrzydle orszaku stanął p. Stanisław Szarek nauczyciel z Raciborowic ubrany po krakowsku na dzielnym koniu, a gdy go już pociąg mijał wyciągniętym galopem jechał parę set kroków około pociągu z wzniesioną krakuską w górę, co się Najdonioślejszej Parze tak spodobało, że Następca tronu, wzniósł nawet swój kapelusz w górę mówiąc: „Brawo krakus!”. Najdostojniejsza zaś jego małżonka oprócz ukłonów głową wyraziła swe zadowolenie gestykulacją rąk. Po przejechaniu pociągu z Najdostojniejszymi gośćmi zawiózł nauczyciel dziatwę do Krakowa, oprowadzał ją po mieście celem pokazania jej przybranego miasta.

### Działalność w Dąbiu (1892–1924)

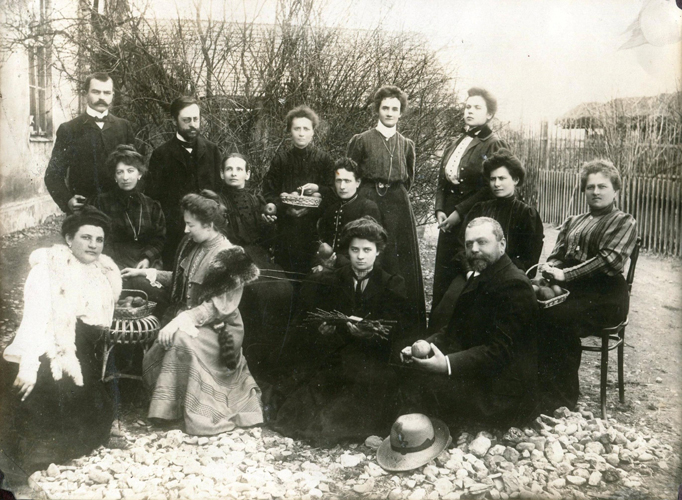
Uczestnicy jednego z kursów ogrodniczych dla nauczycieli. Fotografia z Kroniki Szkoły (oryginał wraz z Kroniką przechowywany w Izbie Pamięci Gimnazjum nr 7 w Krakowie)

Najbardziej owocne lata działalności pedagogicznej Stanisława Szarka rozpoczęły się od 1 sierpnia 1892 r., kiedy to c.k. Rada szkolna powierzyła mu organizację i kierownictwo nowej szkoły w gminie Dąbie. Czterdziestotrzyletni wówczas nauczyciel przeniósł się z całą rodziną do nowego miejsca, gdzie w nowo wybudowanym budynku szkolnym otrzymał służbowe mieszkanie.
Szarek był nie tylko dyrektorem, ale też jedynym nauczycielem szkoły w Dąbiu. Dzięki zaradności pedagoga jednoklasowa szkoła powszechna dość szybko przekształciła się w placówkę zatrudniającą kilku nauczycieli (jednym z nich był też jego przyszły zięć Franciszek Cieślik). Stanisław Szarek wprowadził swój własny program kształcenia. W szkole dwuklasowej z powodzeniem realizował materiał przeznaczony dla szkół czteroklasowych. Wprowadził też kursy ogrodnicze i sadownicze własnego pomysłu, do których gruntownie się przygotował. Ludność, którą zastał w Dąbiu, zajmowała się głównie rolnictwem (masowy napływ robotników nastąpił po przyłączeniu Dąbia do Krakowa w 1910 roku), toteż Szarek za cel postawił sobie wprowadzanie nowoczesnych metod uprawy. Krzewił również pszczelarstwo. W 1901 roku brał udział w wystawie ogrodniczej w Wiedniu. Za plan ogrodu szkolnego otrzymał medal brązowy, za modele do nauki ogrodnictwa medal srebrny, za owoce medal złoty i za warzywa i nasiona medal honorowy. Organizując swoje kursy, kierował się wzorcami zagranicznymi, głównie z Moraw, Czech i Saksonii, które odwiedził w 1901 roku.
Samodzielnie konstruował maszyny rolnicze, których działanie wypróbowywał wraz z uczniami w założonym jeszcze w 1892 roku ogrodzie szkolnym. W kształceniu uczniów stawiał głównie na umiejętności praktyczne i osiągał bardzo dobre wyniki. Wraz z dziećmi uczestniczył w wystawach rolniczych organizowanych we Lwowie. Pasieka przyszkolna uznana została za najlepszy ogród szkolny w Galicji i zdobyła cztery medale (wśród nich jeden złoty). Nagradzano również warzywa uprawiane przez uczniów (2 medale złote, 2 srebrne i 2 brązowe). Nic więc dziwnego, że do szkoły w Dąbiu zjeżdżali nauczyciele z całej Galicji, by się uczyć.
Stanisław Szarek nie ograniczał się jedynie do działalności pedagogicznej. Jako radny Gminy Dąbie przyczynił się do powstania ochronki dla dzieci, którą miały prowadzić Siostry Służebniczki Starowiejskie. Przeznaczył na ten cel pierwszy budynek szkoły (w 1913 r. udało mu się pozyskać pieniądze na budowę nowego, większego gmachu, w czasie pierwszej wojny światowej przejściowo pełniącego też rolę szpitala). Ochronka powstała w 1917 roku, zaczęła w pełni funkcjonować na początku roku 1918 i jako Ochronka nr 12 istniała nieprzerwanie aż do 1961 roku. Jako radny i nauczyciel Szarek organizował też pomoc dla uboższych uczniów, zbiórki odzieży i innych potrzebnych rzeczy, co okazało się bardzo ważne na początku XX w., kiedy Dąbie nawiedziły liczne powodzie. Działalność Stanisława Szarka nie była jednak akceptowana przez wszystkich członków Rady Gminy. Większość funduszy (zarówno na wyjazdy na wystawy ogrodnicze, jak i na pomoc dla biednych uczniów), nauczyciel musiał pozyskiwać sam. Gmina wielokrotnie odmawiała pomocy finansowej. Dążyła też do zlikwidowania kursów ogrodniczych, jako argument podając, że odbiegają one od standardowego programu nauczania realizowanego w innych szkołach. Kursy ogrodnicze zlikwidowano ostatecznie w 1909 roku, co zbiegło się z przyłączeniem Dąbia i innych podmiejskich gmin do Krakowa (konsekwentnie realizowany przez kilka lat przez Władysława Ekielskiego tzw. plan Wielkiego Krakowa). Dało to kolejny pretekst do likwidacji kursów (młodzież miejska miała zdaniem radnych niewielki pożytek z nauki rolnictwa). W zamian za to Miasto Kraków zobowiązało się spełnić postulat, by szkołę dwuklasową przekształcić w czteroklasową lub mieszaną.
Faktem jest, że wraz z przyłączeniem Dąbia do Krakowa, ustanowioną wówczas dzielnicę XX zaczęli masowo zasiedlać robotnicy, skuszeni znacznie niższymi niż w centrum miasta opłatami czynszowymi. Szarek uczył bardzo długo, bo do 1924 roku, a więc jeszcze przez dwa lata po przejściu na emeryturę. Stanowisko kierownika szkoły, które pełnił nieprzerwanie od 1892 do 1 września 1922 roku, przekazał Janowi Dziedzicowi, któremu odstąpił również służbowe mieszkanie. Sam przeniósł się najpierw do syna Bolesława, a potem do córki Emilii, u której mieszkał aż do śmierci w 1938 roku. Pochowany jest na cmentarzu Rakowickim (pas 20).

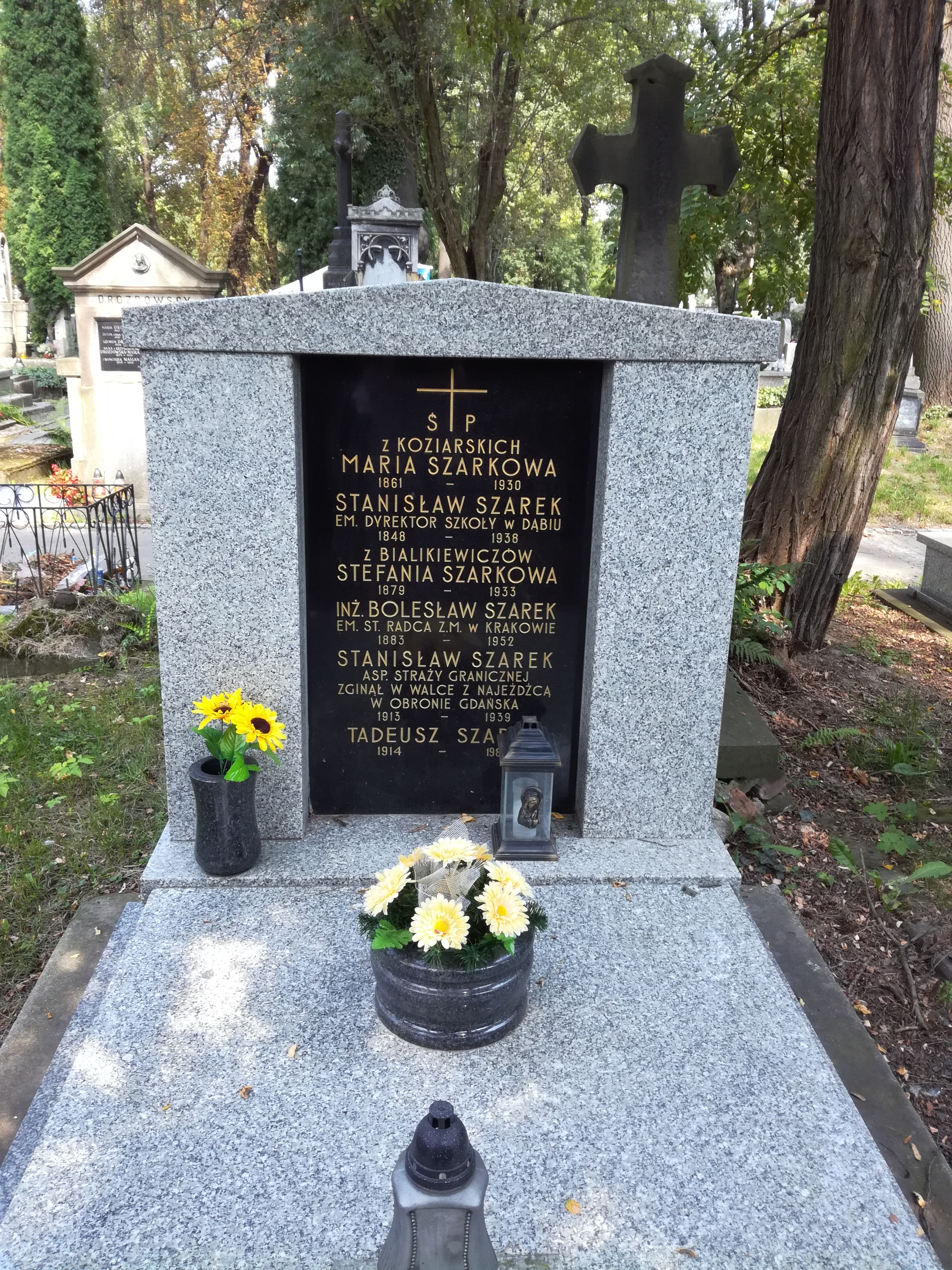
grób Stanisława Szarka na cmentarzu Rakowickim